# Setchellanthus
Setchellanthus caeruleus (лат.) — вид цветковых растений, единственный в роду Setchellanthus монотипного семейства Setchellanthaceae.
Род назван в честь американского ботаника и географа Уильяма Сетчелла (1864—1943).

## Ареал
Эндемик Мексики.

## Ботаническое описание
Кустарник высотой 0,3—1,2 м, издалека напоминающий голубое пятно[что?]. Мелкие листья не имеют прилистников.
Крупные пазушные цветки синего цвета, с едким запахом. Тычинки многочисленны. Гинецей состоит из трёх плодолистиков. Имеется короткий гинофор.
Плод — продолговатая коробочка, причём количество семян может сильно варьировать. Имеются сведения о плоде с 50 семенами. Коричневые семена имеют кожуру. Кожура мягкая, грубая и морщинистая. Эндосперм присутствует, но иногда развит очень слабо (одноклеточный эндосперм). Зародыш хорошо развит.
Число хромосом неизвестно.

## Таксономическое положение
Вид и род были описаны в начале двадцатого века. Первоначально его относили в семейство Каперсовые (лат. Capparaceae). Согласно последним филогенетическим исследованиям, род Setchellanthus следует выделять в отдельное монотипное семейство Setchellanthaceae. Это семейство очень близко к семейству Лимнантовые (лат. Limnanthaceae).